# Megaspilus
Megaspilus is een geslacht van vliesvleugelige insecten van de familie Megaspilidae.

## Soorten
- M. dux (Curtis, 1829)
- M. striolatus (Thomson, 1859)